# Grüner Baumpython
Der Grüne Baumpython (Morelia viridis) ist eine baumbewohnende Schlange aus der Gattung der Rautenpythons (Morelia) innerhalb der Familie der Pythons (Pythonidae). Die Art kommt auf Neuguinea, den vorgelagerten Inseln sowie auf der Kap-York-Halbinsel im Norden Australiens vor.

## Beschreibung
Der Grüne Baumpython zeichnet sich durch einen verhältnismäßig schlanken Körper aus, auf den relativ langen Schwanz entfallen etwa 14 % der Gesamtlänge. Der Kopf ist groß und deutlich vom Hals abgesetzt. Er ist auf der Oberseite posterior stark aufgewölbt, die Schnauze ist groß und eckig. Der Körper ist im Querschnitt dreieckig mit deutlich sichtbarer Wirbelsäule. Die Art erreicht eine Gesamtlänge von 150 bis 180 Zentimeter, große Weibchen erreichen eine Länge bis 200 Zentimeter. Die Größe variiert je nach Herkunftsgebiet. Das Gewicht hängt stark vom Ernährungszustand des Tieres ab. Männchen können etwa 1100 bis 1400 Gramm schwer werden, Weibchen bis 1600 Gramm, besonders große Exemplare bis 2200 Gramm. Die Weibchen sind, wie bei den meisten Schlangen, etwas größer und schwerer als die Männchen.

### Beschuppung
Das Rostrale ist groß, deutlich abgesetzt und oft so tief eingekerbt, dass die Schnauze vorn oft wie gespalten wirkt. Die Nasalia sind gewölbt und haben große, nach hinten und oben gerichtete Nasenlöcher. Die beiden Internasalia sind rund und durch mehrere kleinere Schuppen voneinander getrennt. Die Kopfoberseite zeigt sonst keine größeren Schuppen, zwischen den Augen können sich 20 kleine Schuppen befinden.
In der Seitenansicht befinden sich zwischen dem Nasale und dem Auge 60 oder mehr kleine, unregelmäßig geformte Zügelschilde (Lorealia). Es gibt keine deutlich ausgebildeten Präocularia oder Postocularia; um das Auge liegen 11–19 kleine Schuppen und zwei Supralabialia grenzen von unten an das Auge. Die Anzahl der Supralabialia kann zwischen 12 und 16 liegen, die ersten zwei zeigen tiefe, schräge Labialgruben, die dritte zeigt eine flache Mulde. Die hinteren 6–7 der insgesamt 14–18 Infralabialia zeigen tiefe Labialgruben.
Die Anzahl der Bauchschuppen (Ventralschilde) variiert zwischen 219 und 254, die Zahl der Subcaudalia zwischen 68 und 129 und die Anzahl der dorsalen Schuppenreihen in der Körpermitte zwischen 55 und 57. Neben dem Analschild können zwei in ihrer Ausprägung variable Aftersporne auftreten.

### Färbung

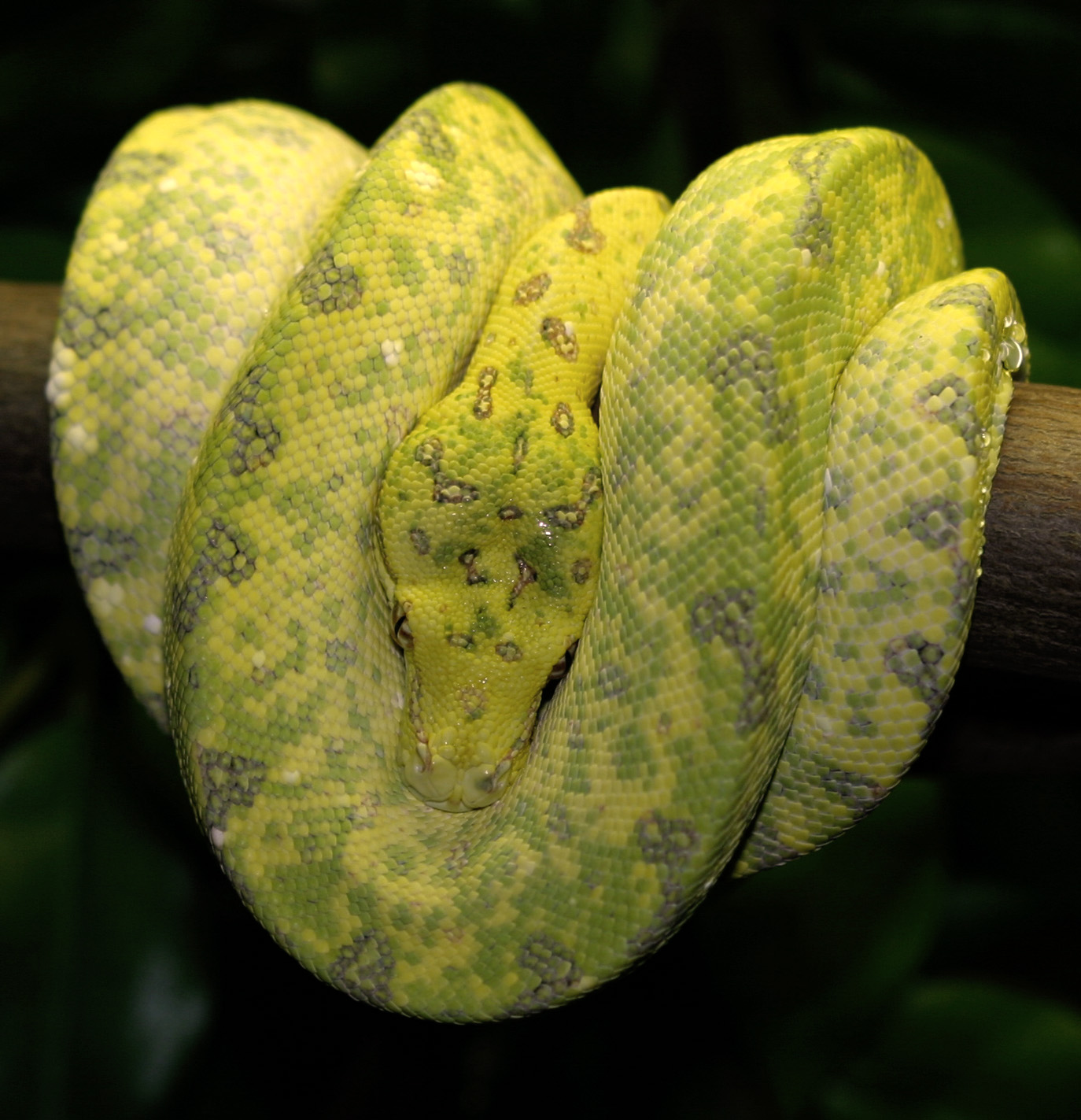
Grüner Baumpython während der Umfärbung

Die Grundfarbe adulter Tiere ist oberseits ein satter Grünton, der in vielen Schattierungen vorkommen kann, sehr selten treten auch rein blaue Exemplare auf. Auf diesem Grund sind etwa eine Schuppe breite, weiße Flecken verteilt, die häufig besonders konzentriert auf dem kielartigen Rücken auftreten und dort manchmal ein fast durchgehendes Band bilden. Gelegentlich sind diese Flecke zu größeren, flächigeren Flecken vereint. Die Färbung des Bauchs und der Lippen schwankt von beige-weiß bis hin zu gelb. Die Schwanzspitze ist bräunlich oder schwarz. Die Pupillen sind senkrecht geschlitzt und die Iris silberfarben.
Ungewöhnlich ist die Umfärbung der Jungtiere (ontogenetischer Farbwechsel), wie sie auch bei einigen anderen Schlangenarten vorkommt. Als Jungtier in einem leuchtenden Gelb oder Rot bis Rot-Braun gefärbt, nehmen die Tiere erst im Alter von sechs bis zehn Monaten ihre endgültige Färbung an. Die Schwanzspitze ist hellgelb und wird zum Anlocken von Beutetieren benutzt. Dieses Verhalten nimmt mit zunehmendem Alter ab, konnte aber auch bei adulten Tieren beobachtet werden. Der komplette Farbwechsel kann aber auch innerhalb weniger Wochen vollzogen werden oder bei manchen Tieren auch 2 bis 3 Jahre dauern. Warum die Jungtiere so eine leuchtende Farbe haben, ist nicht gänzlich geklärt. Man vermutet, dass auf diese Weise eine optimale Tarnung im Licht- und Schattenspiel des Regenwaldes möglich ist oder dass verschiedene natürliche Feinde das Jungtier für eine giftige Pflanze halten.

## Verbreitung und Lebensraum
Das Verbreitungsgebiet des Grünen Baumpythons erstreckt sich auf die tropischen Regenwälder auf Papua-Neuguinea, dessen vorgelagerte Inseln sowie auf die Kap-York-Halbinsel in Australien. Es wurden Vorkommen bis 2.000 Meter über dem Meeresspiegel nachgewiesen. Als westlichster Fundort wird die Insel Gag verzeichnet, als östlichster Punkt wurde die Insel Normanby gemeldet, eine Neuguinea vorgelagerte Insel. Die Entfernung zwischen diesen beiden Punkten beträgt circa 3.000 Kilometer Luftlinie.
In den Regenwaldgebieten ist keine Veränderung des Klimas in Zusammenhang mit der Jahreszeit zu verzeichnen. Die Niederschlagsmenge ist deutlich höher als die Verdunstungsrate und schwankt im Verbreitungsgebiet des Grünen Baumpythons standortbedingt zwischen 2.100 und 3.400 mm pro Jahr. Entsprechend ist auch die relative Luftfeuchtigkeit sehr hoch und beträgt tagsüber 70 bis 85 Prozent und steigt nachts auf Werte von 95 bis 100 Prozent an. Die Temperatur schwankt tagsüber zwischen 27 und 32 Grad Celsius und sinkt nachts auf 22 bis 25 Grad ab.

## Verhalten

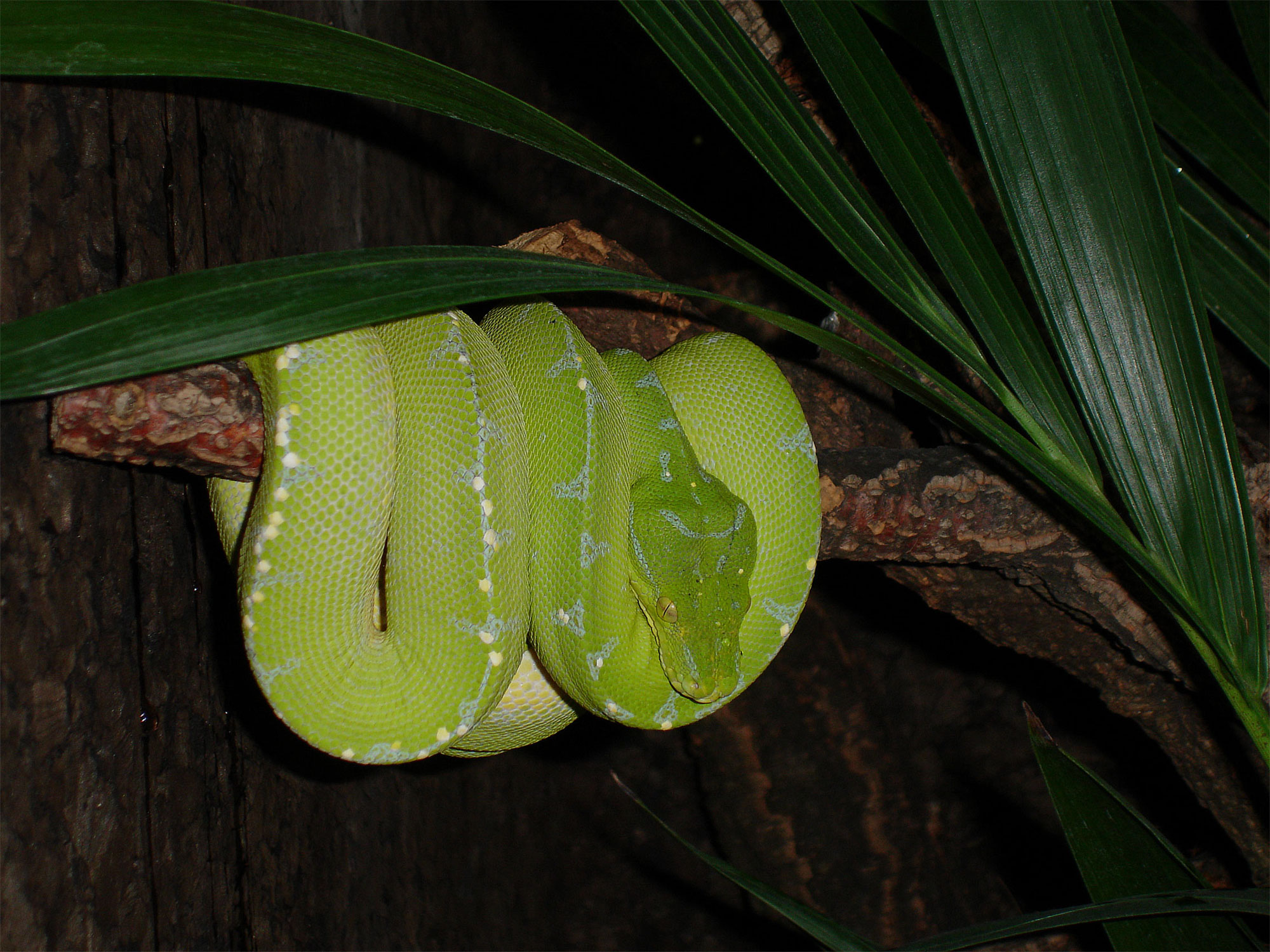
Grüner Baumpython in Ruhestellung

Der Grüne Baumpython verbringt den Großteil seines Lebens in Bäumen oder Sträuchern. Im Nordosten Australiens halten sich Jungtiere in Höhen bis maximal 10 m auf, während adulte Exemplare meist Bäume über die gesamte Höhe nutzen und oft in Höhen über 25 m festgestellt werden. In den Ruhephasen nehmen die Tiere eine charakteristische Stellung ein. Dabei hängt der Körper in mehreren engen Schlingen über einem Ast, wobei der Kopf in der Mitte aufliegt.

## Jagdweise und Ernährung
Die Art ist ein Lauerjäger. Die wesentliche Jagdstrategie ist das bewegungslose Warten an einer geeigneten Stelle, bis Beute in Reichweite kommt. Der Grüne Baumpython ist dabei sehr standorttreu, an einer geeigneten Stelle halten sich die Tiere bis zu 14 Tage lang auf. Bei der Lauerjagd formt der Python mit dem vorderen Körperdrittel in einer Ebene eine annähernde „8“, so dass er mit dem Kopf sehr schnell eine bestimmte Distanz überbrücken und zubeißen kann. Für Jungtiere beträgt diese Distanz etwa 10 cm, bei größeren Tieren etwa 40 cm.

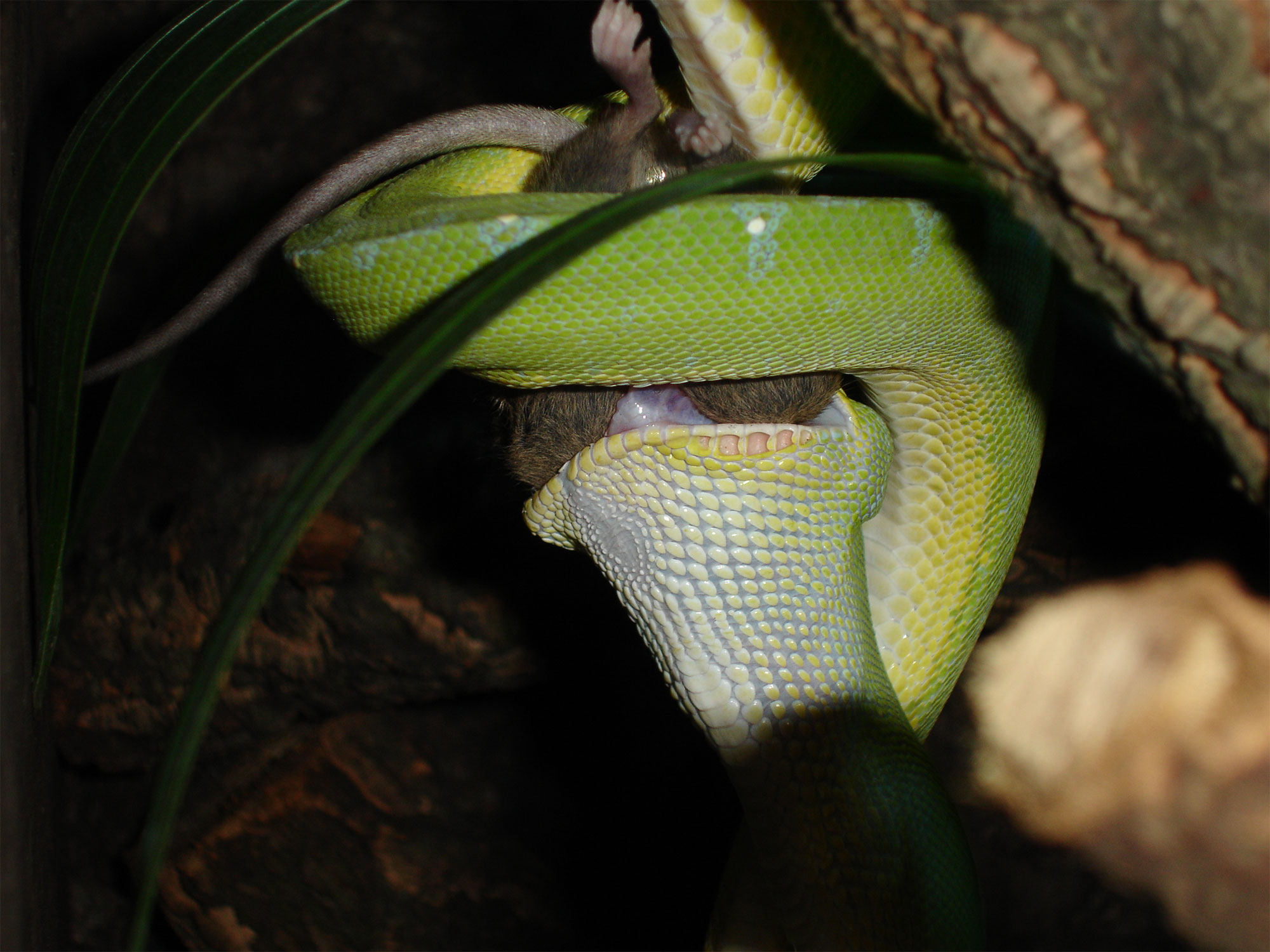
Grüner Baumpython beim Verschlingen eines Beutetieres

Detaillierte Untersuchungen zur Jagdaktivität und Ernährung wurden bisher nur im Nordosten Australiens durchgeführt. Die tageszeitliche Jagdaktivität war hier sowohl vom Geschlecht als auch von der Körpergröße abhängig. Jungtiere jagten überwiegend am Tag. Mit zunehmender Größe wurde die Jagdaktivität von beiden Geschlechtern immer stärker auf die Nacht verlegt. Männchen mit einer Kopf-Rumpf-Länge über 100 cm jagten fast ausschließlich nachts, Weibchen dieser Größe jagten noch zu 10–20 % am Tag. Das kleinräumige Jagdhabitat war alters- und tageszeitabhängig unterschiedlich. Jungtiere wurden niemals in Lauerposition am Boden angetroffen, immature und erwachsene Exemplare tagsüber in weniger als 1 % der Fälle. Nachts erfolgten bei immaturen Schlangen 15 % aller Nachweise in Lauerstellung auf dem Boden, bei adulten Tieren stieg dieser Anteil auf 29 %.
Die Nahrung besteht vor allem aus kleinen Säugetieren und Echsen, daneben werden auch Vögel und Insekten gefressen. Über Zufallsbeobachtungen hinausgehende Daten zur Ernährung liegen bisher wiederum nur aus Nordostaustralien vor, dort wurde das Beutespektrum anhand von acht Kotproben und vier direkten Beobachtungen ermittelt. Hauptbeutetier immaturer und adulter Tiere war die zu den Mosaikschwanzratten gehörende Melomys capensis, die in fünf der acht Kotproben nachgewiesen wurde, weitere Beutetiere waren ein unbestimmter Skink, zwei unbestimmte Vögel sowie zwei Schmetterlinge. Für Jungschlangen wurden einmal der Skink Carlia longipes, ein unbestimmter Skink und ein Käfer als Beute nachgewiesen.

## Fortpflanzung

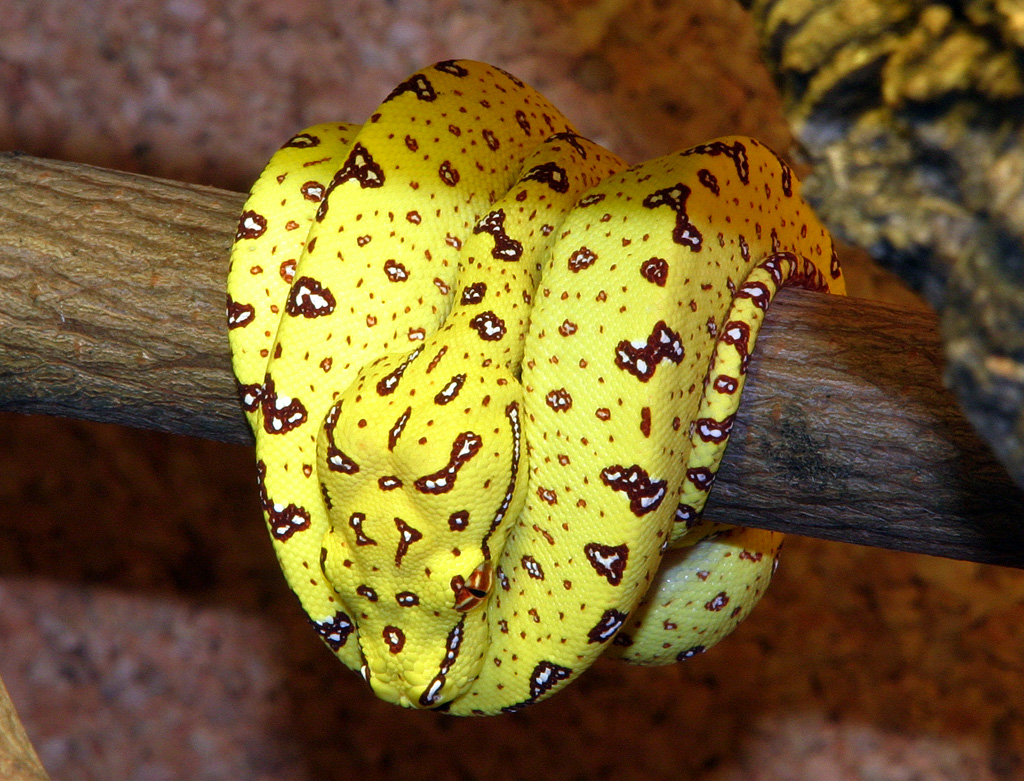
Grüner Baumpython (Morelia viridis), Jungtier

Wie alle Pythons ist auch der Grüne Baumpython eierlegend (ovipar). Er ist eine nichtsaisonale Schlange. Das bedeutet, dass die Paarung, die Eiablage und der Schlupf der Jungtiere zu jeder Zeit des Jahres erfolgen können. Die meisten Paarungen finden von September bis Ende Oktober statt. Wenn die Schlangen ihre Geschlechtsreife im Alter von zweieinhalb bis drei Jahren erreicht haben, begeben sie sich auf die Suche nach einem Geschlechtspartner. Trifft das Weibchen mehrere Männchen zur Paarung an, sind auch Mehrfachpaarungen mit wechselnden Geschlechtspartnern möglich. Weibchen stellen einige Zeit nach der erfolgreichen Paarung die Nahrungsaufnahme ein und beginnen mit der Suche nach einem geeigneten Eiablageplatz. Bevorzugt werden höher gelegene Höhlen in Bäumen aufgesucht, wobei aber jede versteckte Stelle, die genügend Schutz vor Feinden und ausreichende Feuchtigkeit bietet, als Brutplatz angenommen wird. Das Weibchen legt gegen Februar bis März, nach 70 bis 90 Tagen Trächtigkeit seine 5 bis 35 Eier im Versteck ab. Die Größe des Geleges hängt mit der Größe und dem Alter des Weibchens zusammen. Wie die meisten Pythonarten betreibt auch der Grüne Baumpython Brutpflege. Das Weibchen legt 45 bis 65 Tage lang seine Körperschlingen um das Gelege und hält mit kräftigen Muskelkontraktionen die Temperatur auf 29,5 Grad Celsius. Steigt die Temperatur darüber, lockert es die Schlingen und lässt Luft an die Eier. Die Weibchen fasten von der Paarung bis zum Schlupf der Jungtiere für einen Zeitraum von vier bis fünf Monaten. Die Männchen nehmen dagegen bereits nach der Paarung wieder Nahrung auf. In freier Natur lebende Tiere haben vermutlich nur alle zwei Jahre Nachwuchs. Bei einigen Weibchen kann es mit Beginn der Trächtigkeit zu einer Umfärbung ins Blaue oder Türkise kommen. Nach dem Schlupf der Jungtiere färben sie sich dann zurück in den ursprünglichen Zustand. Selten bleibt auch eine leicht blaue Färbung erhalten.
In Gefangenschaft gehaltene Exemplare werden etwa 15 bis 20 Jahre alt. Die durchschnittliche Lebenszeit frei lebender Tiere ist unbekannt.

## Haltung
Aufgrund ihrer baumlebenden Lebensweise sollte Morelia viridis ein hohes Terrarium geboten werden. Zur Berechnung des Mindestmaßes sollte die Größe des Terrariums 0,75 × 0,5 × 1,0 (Länge × Tiefe × Höhe in Metern) mit der Länge des Tieres multipliziert werden, wobei die maximale Höhe auf 2 Meter begrenzt wird. Über die Richtigkeit dieses Mindestmaßes wird in Fachkreisen häufig diskutiert, weil auch in wesentlich kleineren Terrarien schon erfolgreich Baumpythons gehalten und nachgezogen wurden. Außerdem bringen zu große oder hohe Terrarien oft Nachteile mit sich. So wird z. B. die Beheizung des Terrariums erschwert, was zum Ausbleiben eines optimalen Temperaturgefälles führen kann. Manche Autoren geben daher für adulte Tiere ein Mindestmaß von 0,90 × 0,60 × 0,60 und ein Idealmaß von 1,20 × 0,60 × 0,6–0,75 an. Aufgrund der Verbreitung im tropischen Australasien muss den Tieren ein dementsprechendes Klima geschaffen werden. Um eine Luftfeuchtigkeit zu erreichen, die im Regenwald herrscht, sollte täglich 2× gesprüht werden. Für die notwendige Temperatur von durchschnittlich 30 °C können Wärmespots genutzt werden. Außerdem sollten viele Ruhemöglichkeiten in Form von (quer verlaufenden) Ästen oder Lianen geschaffen werden.

## Systematik

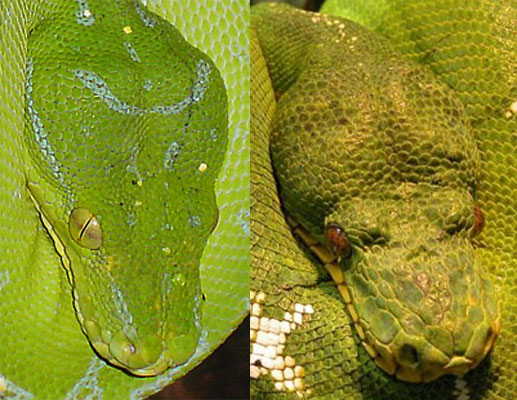
Kopfstudie Morelia viridis (links) und Corallus caninus

Die Erstbeschreibung des Grünen Baumpython erfolgte durch Hermann Schlegel im Jahre 1872 unter der Bezeichnung Python viridis. Morelia viridis wurde lange Zeit als einzige Art der monotypischen Gattung Chondropython geführt, da er durch den Greifschwanz mit geteilten Schuppen auf der Schwanzunterseite und das Fehlen der vorderen Oberkieferzähne sehr ausgeprägte Eigenmerkmale besitzt und sich von allen anderen Rautenpythons (Gattung Morelia) unterscheidet. Nach heutiger Erkenntnis handelt es sich dabei lediglich um Anpassungen an die baumbewohnende Lebensweise, die innerhalb der Gattung Morelia entstanden sind, und somit ist der Grüne Baumpython nicht als eigene Gattung abzugrenzen, sondern muss in diese Gattung eingestellt werden. Dabei steht er im Schwestergruppenverhältnis zum Rautenpython (Morelia spilota). Da die einzelnen Inselpopulationen sich teilweise morphologisch mehr oder weniger stark unterscheiden wird darüber diskutiert sie als Unterarten zu etablieren. Zurzeit
werden die Tiere nach ihrem Herkunftsgebiet und deren typischen Merkmalen unterschieden und als Lokalformen betrachtet (Aru, Sorong, Biak, Kofiau etc.).
Der Grüne Baumpython (Morelia viridis) hat eine starke anatomische Ähnlichkeit mit dem südamerikanischen Hundskopfschlinger (Corallus caninus), der in die Unterfamilie der Boaschlangen (Boinae) gestellt wird. Die beiden Arten sind also nicht näher miteinander verwandt und somit ein Beispiel für biologische Konvergenz.

## Name

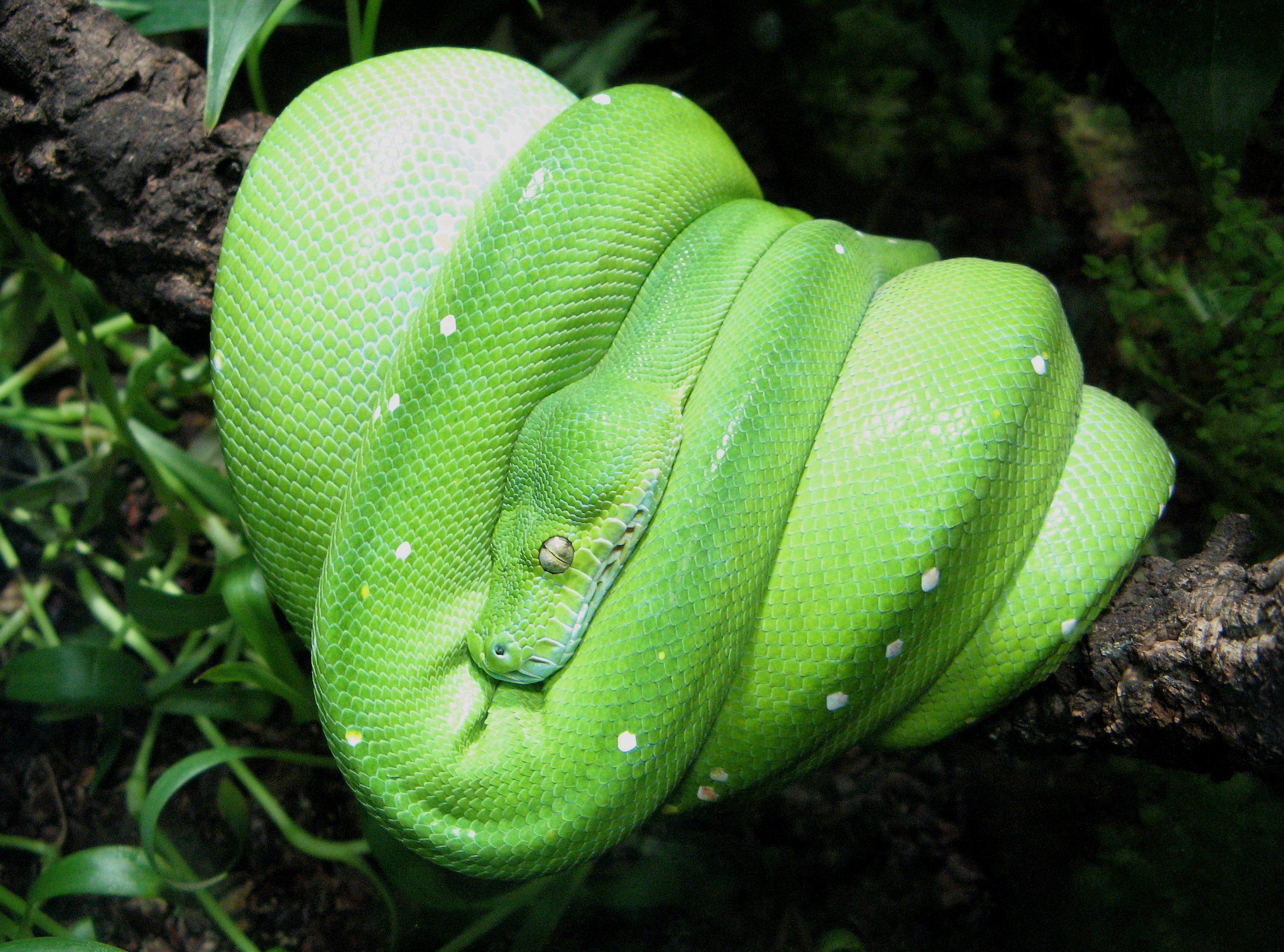
Grüner Baumpython

Von den Einheimischen auf Neuguinea wird der Grüne Baumpython als „Jamumong“ bezeichnet, auf der indonesischen Seite der Insel wird von einigen Stämmen „Ular hijau“ benutzt. Frei übersetzt bedeuten beide Namen Grüne Schlange. Im Englischen Sprachraum wird er „Green Tree Python“ genannt. Der früher gültige Artenname Chondropython viridis wurde abgeleitet von den griechischen Wörtern chondros (Knorpel) und python (Schlangenartiger Drache in der griechischen Mythologie). Der Zusatz viridis kommt ebenfalls aus dem Griechischen und bedeutet schlicht Grün.

## Gesetzliche Bestimmungen
Der Grüne Baumpython wurde in das Washingtoner Artenschutzabkommen Anhang 2 und in den Anhang B der EU-Artenschutzverordnung aufgenommen. Deshalb darf er ohne Genehmigung privat gehalten werden, ist jedoch nach der Bundesartenschutzverordnung gegenüber der zuständigen Landesbehörde (Untere Naturschutzbehörde) meldepflichtig. Der Im- und Export dieser Tiere muss durch das Bundesamt für Naturschutz genehmigt werden. Vom Verkäufer oder Züchter wird ein Herkunftsnachweis ausgestellt, die Regelungen dafür sind von Bundesland zu Bundesland allerdings sehr unterschiedlich.